# Tonsilla makros
Tonsilla makros là một loài nhện trong họ Amaurobiidae.
Loài này thuộc chi Tonsilla. Tonsilla makros được Jia-Fu Wang miêu tả năm 2003.